# Ceratinopsis labradorensis
Ceratinopsis labradorensis är en spindelart som beskrevs av James Henry Emerton 1925. Ceratinopsis labradorensis ingår i släktet Ceratinopsis och familjen täckvävarspindlar. Inga underarter finns listade i Catalogue of Life.